# Gabriela Tagliavini
Pour les articles homonymes, voir Gabriela et Tagliavini.
Gabriela Tagliavini est une réalisatrice, productrice et scénariste argentine, née le 29 décembre 1968 à Buenos Aires.

## Filmographie
| année | film                                   | réalisatrice | scénariste | productrice | notes         |
| ----- | -------------------------------------- | ------------ | ---------- | ----------- | ------------- |
| 1988  | Coincidence                            | Oui          |            |             | court métrage |
| 1991  | Captain Beto                           | Oui          |            |             | court métrage |
| 2001  | Perfect Lover                          | Oui          | Oui        | Oui         | long métrage  |
| 2003  | Ladies' Night (en)                     | Oui          |            |             | long métrage  |
| 2004  | 30 Days Until I'm Famous               | Oui          |            |             | téléfilm      |
| 2009  | Paul Rodriguez & Friends: Comedy Rehab | Oui          |            |             | téléfilm      |
| 2011  | Without Men                            | Oui          | Oui        | Oui         | long métrage  |
| 2012  | Border Run                             | Oui          |            |             | long métrage  |
| 2019  | Malgré tout                            | Oui          |            |             | long métrage  |
| 2022  | Christmas With You                     | Oui          |            |             | long métrage  |